# Marta Alberdi Larrucea
Marta Alberdi Larrucea (Guernica, 7 de octubre del 2000) es una jugadora de baloncesto española. Actualmente juega en el Lointek Gernika Bizkaia (Gernika KESB), y juega en la posición de escolta.